# Тора (Казерта)
Тора је насеље у Италији у округу Казерта, региону Кампанија.
Према процени из 2011. у насељу је живело 493 становника. Насеље се налази на надморској висини од 312 м.